# Słotwina (Niegowonice)
Słotwina – część wsi Niegowonice w Polsce, położona w województwie śląskim, w powiecie zawierciańskim, w gminie Łazy.
W latach 1975–1998 Słotwina należała administracyjnie do województwa katowickiego.